# Escopas de Paros

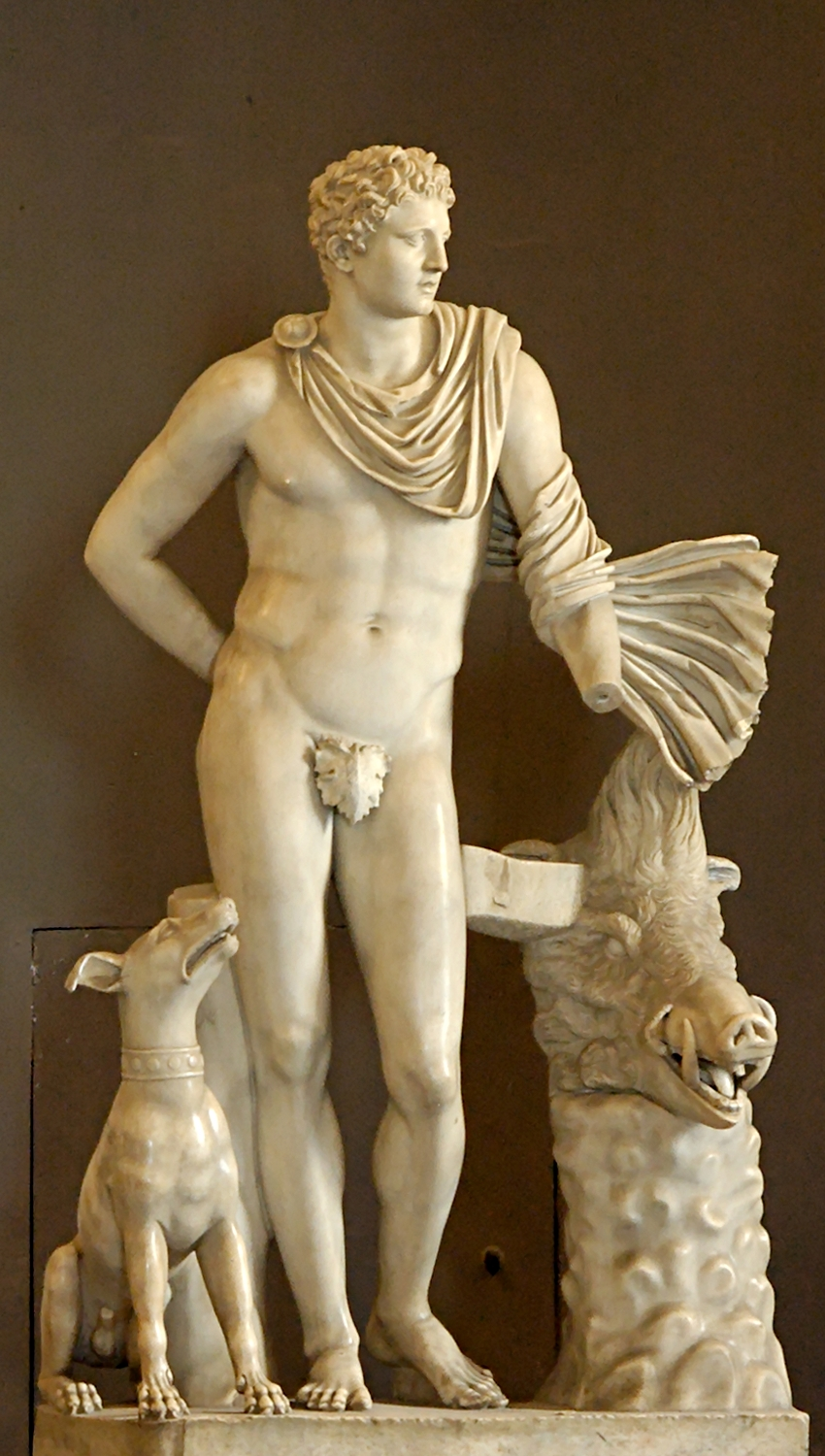
Retrato de Meleagro.

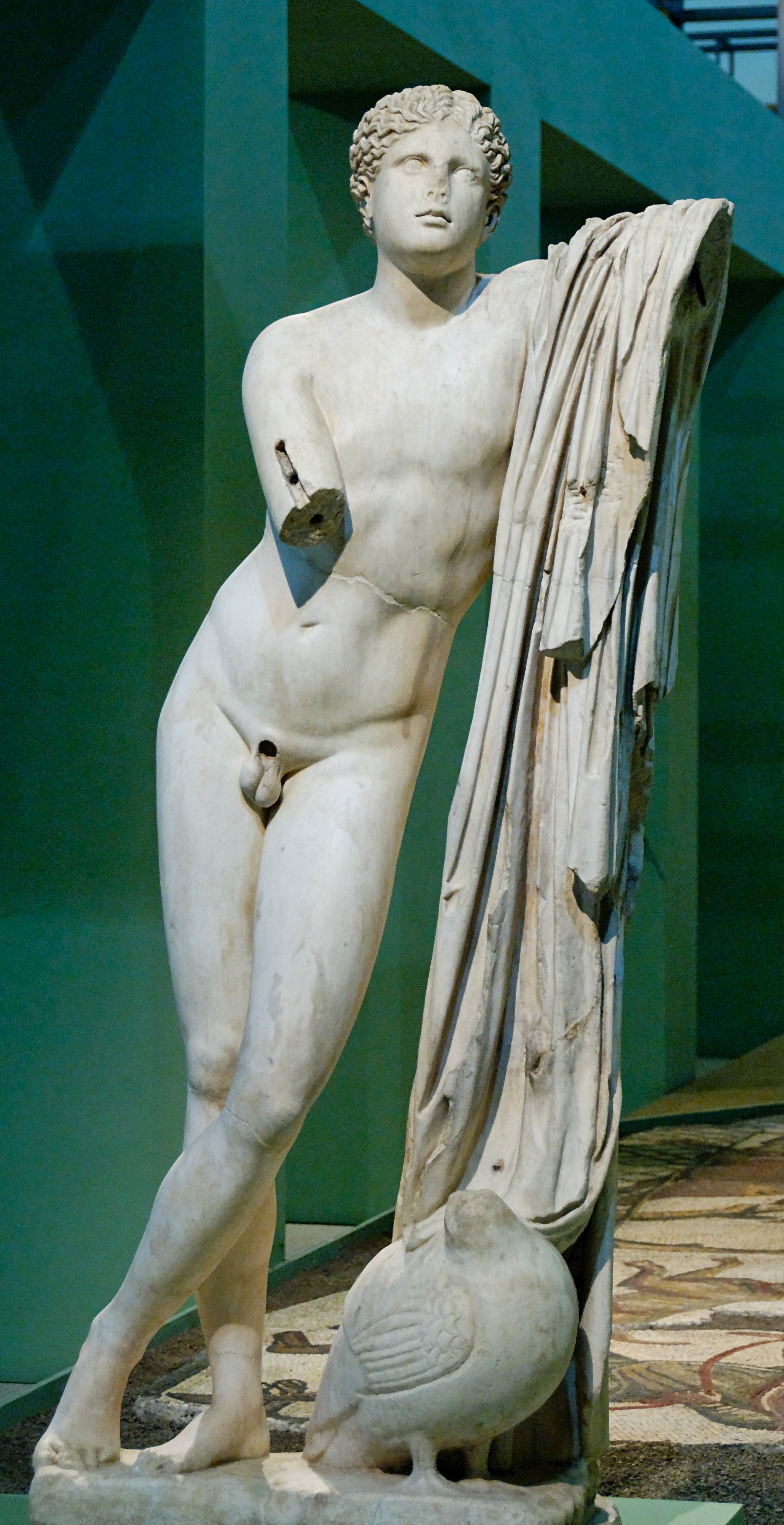
Cópia romana da estátua de Pothos.

Escopas de Paros (fl. século IV a.E.C.) foi um escultor e arquiteto da Grécia Antiga, ativo durante o período conhecido como Baixo Classicismo, ou Classicismo Tardio.
Pouco se conhece a respeito de sua vida. Aparentemente não teve residência fixa, oferecendo seus serviços em Tebas, no Peloponeso e na Ásia Menor. Segundo Pausânias, seu estilo era muito semelhante ao de Praxíteles, cujas obras muitas vezes podiam ser confundidas com as dele. A critica recente concorda que ele deve muito à escola da Ática, onde atuaram principalmente Praxíteles, seu contemporâneo, e Fídias, da geração anterior. Seu estilo se distingue da geração que o precedeu no Alto Clacissismo pela ênfase na emoção e no movimento.
Sua fama deriva principalmente da sua participação na decoração escultórica do Mausoléu de Halicarnasso, uma das sete maravilhas da Antiguidade, junto com Briáxis, Timóteo e Leocarés. Porém, a identificação separada do que cada um criou tem sido muito difícil. Fontes antigas atestam que ele deixou uma significativa produção além dessa. Trabalhou quase sempre no mármore pentélico. Pelos registros deixou apenas duas Fúrias para o Areópago de Atenas em outro material, o mármore de Paros, mas a autoria deste par é contestada.
Segundo Olga Palagia, sua principal contribuição na arquitetura foi a reconstrução do templo de Atena Alea em Tégea, destruído em um incêndio. Seu modelo parece inspirado em parte no Templo de Apolo Epicuro em Bassae, projetado por Ictinos, e em parte no propileu da Acrópole de Atenas, projetado por Mnesicles. Sua maior inovação teria sido modificar o esquema tradicional da cela do templo, adicionando pilastras na parede de fundo. No templo, uma estátua de Asclépio com Hígia (Saúde) também era dele. A crítica recente se inclina a considerar as métopes e frontão do exterior também de sua autoria. De fato, as obras escultóricas da fachada deste templo se tornaram tradicionalmente a base para a identificação de toda a sua produção na escultura, embora essa atribuição não seja documentada e possa ser errônea.
No livro Descrição da Grécia, que Pausânias escreveu no século II d.C., são citadas algumas outras obras de Escopas:
- Em Mégara, no templo de Afrodite, estátuas de Eros, Himeros e Pothos, deidades respectivamente do amor, do desejo e do desejo insatisfeito. É possível que fizessem um conjunto com duas outras estátuas de Praxíteles no mesmo templo, representando Peito e Paregoros, deuses da persuasão e do consolo.[3][4]
- Em Tebas, em um morro sagrado a Apolo, uma estátua de Atena atribuída a Escopas, fazendo par com uma estátua de Hermes atribuída a Fídias.[5]
- Em Tebas, em um templo de Ártemis, a estátua da deusa.[6]
- Em Élis, em um templo de Afrodite, uma estátua em bronze da deusa montada em um bode.[7]
- Em Argos, em um templo de Hécate, a estátua em pedra da deusa.[8]
- No ginásio de Sicião, uma estátua em pedra de Héracles.[9]
- Em Gortina, que já tinha sido uma cidade mas no século II era uma vila, em um templo de Asclépio, a imagem dele e de Hígia eram de Escopas.[10]